# Kwidzyn (Landgemeinde)
Die Gmina wiejska Kwidzyn ([ˈkfʲiʣɨn]) ist eine selbstständige Landgemeinde in Polen und liegt im Powiat Kwidzyński der Woiwodschaft  Pommern. Die Gemeinde hat eine Fläche von 207,25 km² auf der 11.435 Einwohner (31. Dezember 2020) wohnen. Der Sitz der Gemeinde und des Kreises befindet sich in der namensgebenden Stadt Kwidzyn (deutsch: Marienwerder), die aber der Landgemeinde nicht angehört.

## Geographie

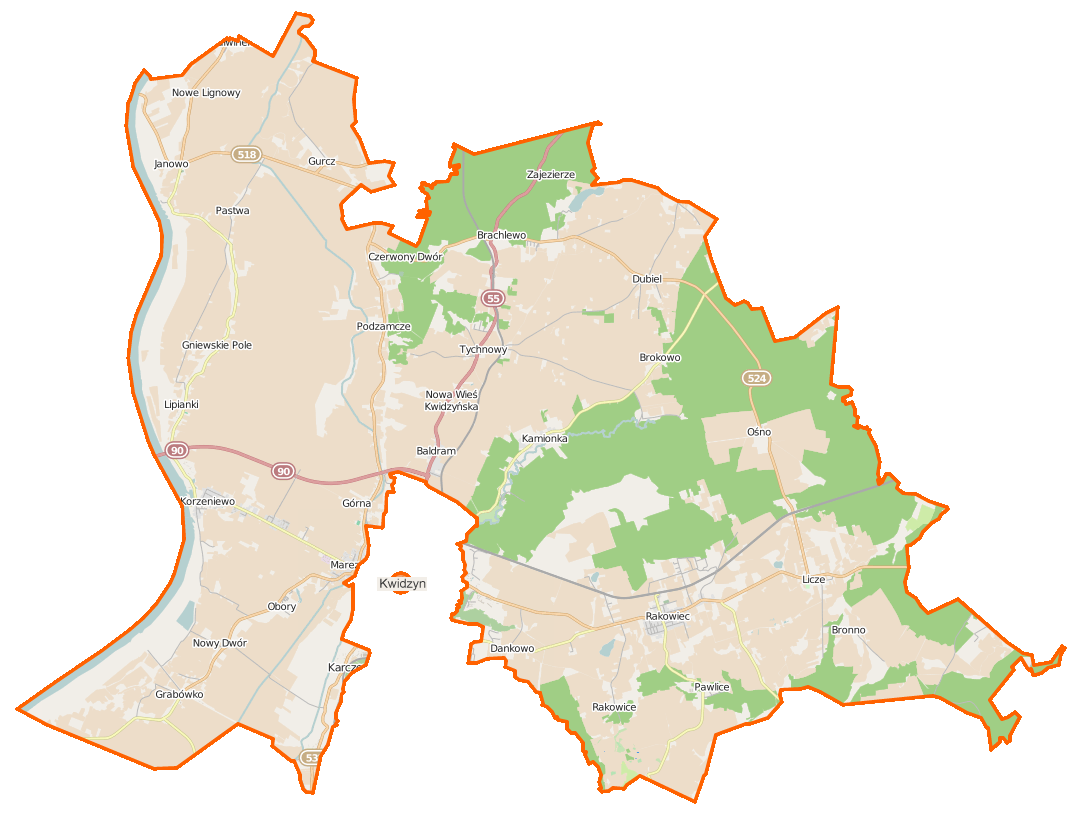
Karte der Landgemeinde

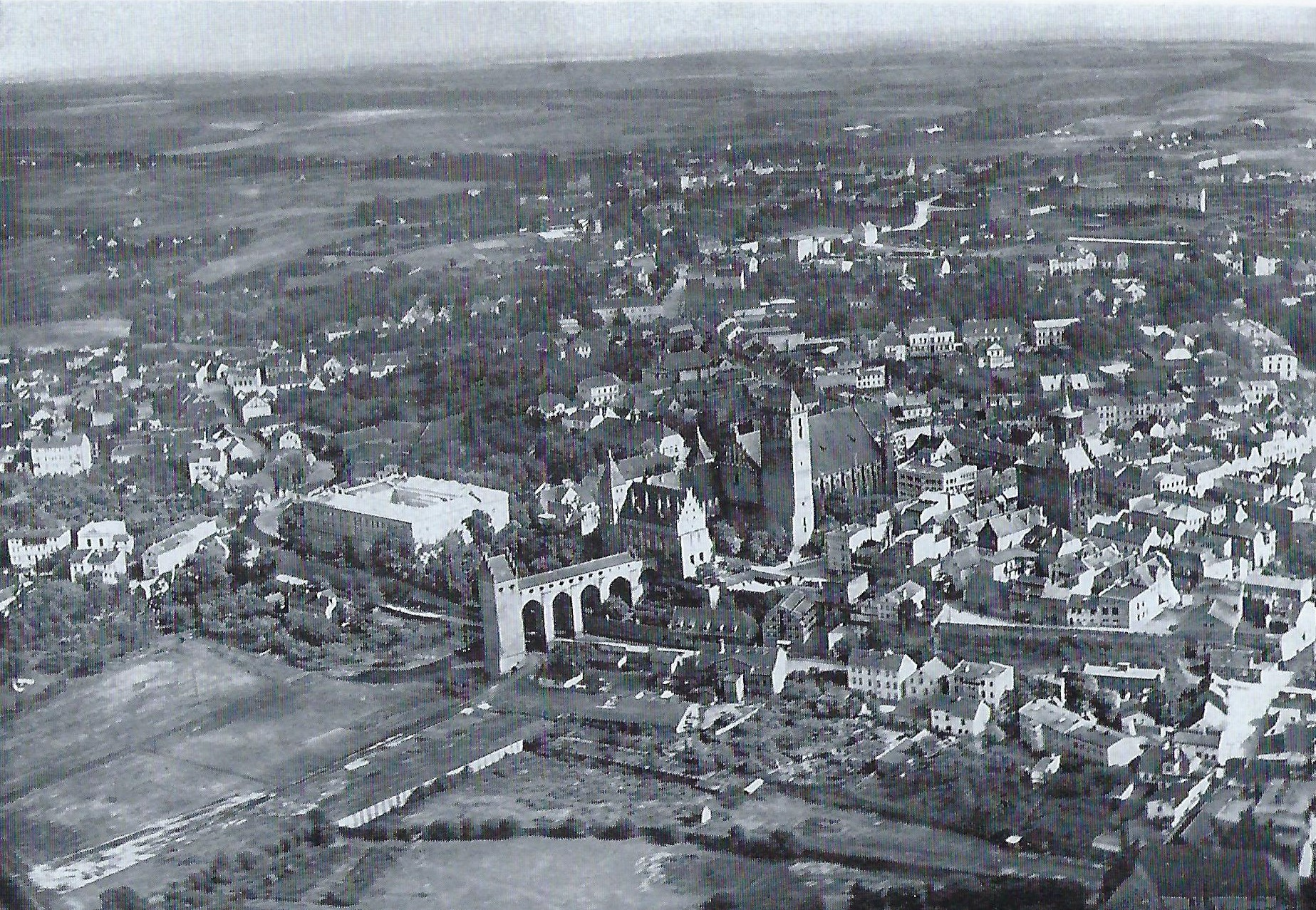
Nordöstliche Umgebung Marienwerders

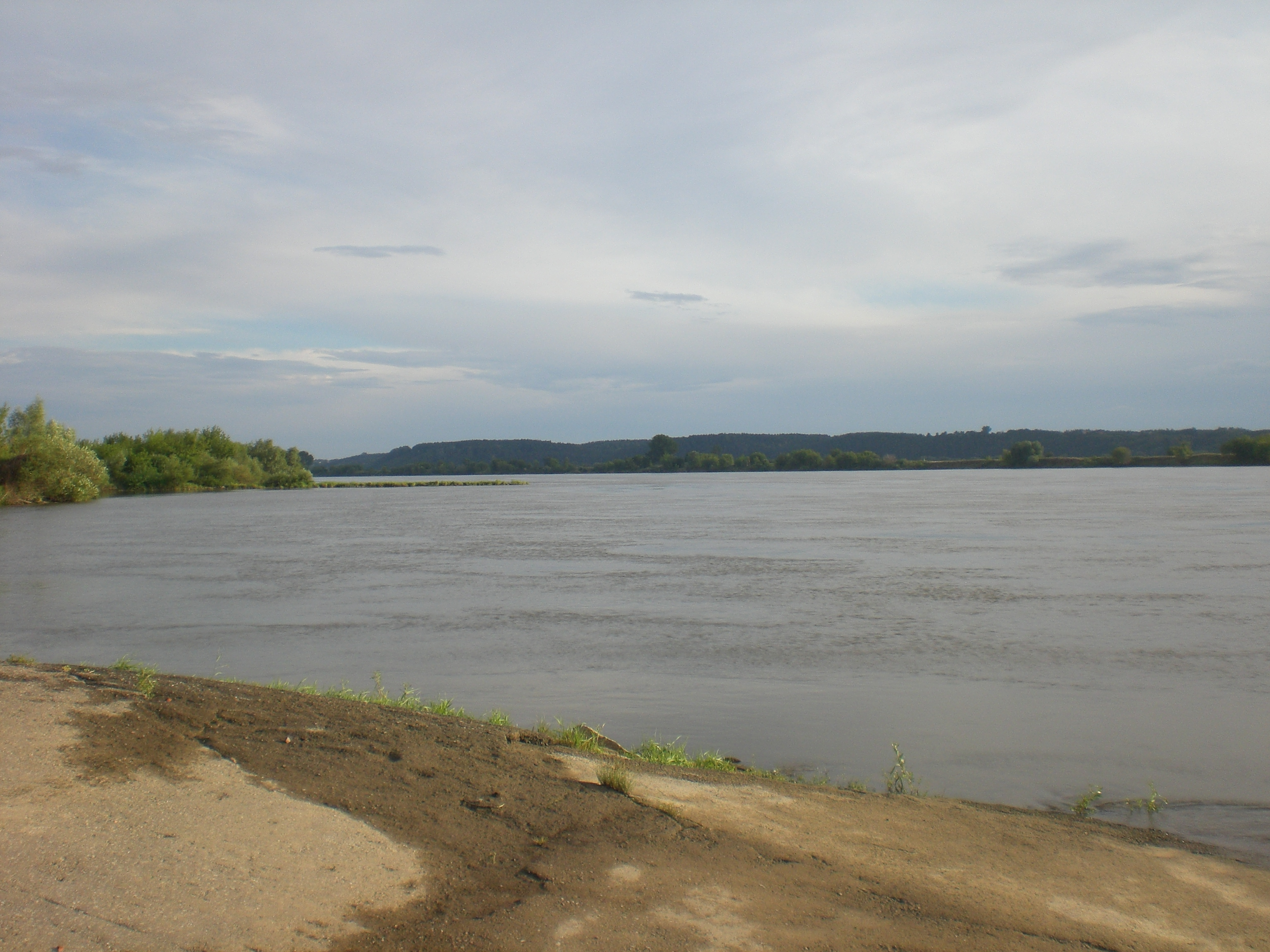
Westlicher Rand der Gmina an der Weichsel

Die Landgemeinde umfasst die Stadt Kwidzyn im Westen, Norden und Osten und grenzt im Westen an die Weichsel.

## Gliederung
Die Landgemeinde besteht aus den folgenden Ortschaften (deutsche Namen kursiv in Klammern):
- Obory (Oberfeld)
- Baldram (Baldram, 1938–1945: Mergental)
- Brachlewo (Rachelshof)
- Brokowo (Brakau)
- Bronno (Brandau)
- Bursztych (Außendeich)
- Bystrzec (Weißhof)
- Dankowo (Semmler)
- Dubiel (Dubiel, 1928–1938: Neuwalde, 1938–1945: Daubel)
- Gilwa Mała (Klein Gilwe)
- Gniewskie Pole (Mewischfelde)
- Górki (Gorken, ab 16. Juli 1938: Waltershof,
 1939–1945: Marienwerder-Waltershof)
- Grabówko (Klein Grabau)
- Gurcz (Gutsch, 1938–1945: Zandersfelde)
- Janowo (Johannisdorf)
- Jurandowo (Rosenort)
- Kamionka (Königlich Kamiontken,
 1928–1938: Kamiontken, 1938–1945: Lamprechtsdorf)
- Korzeniewo (Kurzebrack)
- Kramrowo (Kramersdorf)
- Licze (Littschen)
- Lipianki (Ziegellack)
- Mareza (Mareese)
- Mały Baldram (Baldramerfelde)
- Nowa Wieś Kwidzyńska (Neudorf)
- Nowe Lignowy (Neu Liebenau)
- Nowy Dwór (Neuhöfen)
- Ośno (Oschen)
- Paczkowo (Patschkau)
- Pastwa (Groß Weide)
- Pawlice (Hanswalde)
- Piekarniak (Bäckermühle)
- Podzamcze (Unterberg)
- Pole Rakowieckie (Krebsfelde)
- Pólko Małe (Kleinfelde)
- Rakowice (Klein Krebs)
- Rakowiec (Groß Krebs)
- Rozpędziny (Rospitz)
- Szadówko (Klein Schadau)
- Szadowo (Schadau)
- Szadowski Młyn (Mühle Schadau)
- Szalwinek (Schadewinkel)
- Szopowo
- Tychnowy (Tiefenau, im 13. Jahrhundert: Queden)
- Wola-Sosenka (Wolla)